# Distretto di Hužirt
Il distretto di Hužirt è uno dei diciannove distretti (sum) in cui è suddivisa la provincia del Ôvôrhangaj, in Mongolia. Conta una popolazione di 6.649 abitanti (censimento 2008).